# Cyclolabus lobatus
Cyclolabus lobatus är en stekelart som beskrevs av Heinrich 1962. Cyclolabus lobatus ingår i släktet Cyclolabus och familjen brokparasitsteklar. Inga underarter finns listade i Catalogue of Life.